# سلنه ۵۸۰
سیارک ۵۸۰ (به انگلیسی: 580 Selene، نامگذاری:1905SE) پانصد و هشتادمین سیارک کشف شده‌است که در ۱۷ دسامبر ۱۹۰۵ و در هایدلبرگ کشف شد.
قدر مطلق سیارک برابر ۹٫۶۰ است.